# Hybla Heraia
Hybla Heraia (Ὕβλα ‛Ηραία) o Ibla Erea, fu un'arcaica colonia della Sicilia greca; la più piccola delle tre Ible descritte nell'antichità, situata nella Sicilia orientale ma priva di certa e specifica odierna collocazione. L'aggettivo Heraia senza dubbio fu apposto per distinguerla da altre città chiamate Hybla nella Sicilia Orientale. Ne fa menzione Stefano di Bisanzio, nel suo dizionario geografico Ethnica

## Identificazione con Ragusa Ibla
Alcune ipotesi medievali e moderne (a partire da Cluverius, Amico, Schubring) la vorrebbero sita presso l'area di Ragusa Ibla, tuttavia le testimonianze d'epoca classica non possono suffragare tale ipotesi, poiché tacciono, fin dal principio, l'esatta collocazione dell'Heraia.
Diverse fonti greche e latine, tuttavia, menzionano una Hybla nella Sicilia sud-orientale, tra il territorio di Gela e di Siracusa.
Schubring e Freeman ipotizzano che il tiranno geloo Ippocrate muore a Hybla Heraia mentre cerca di conquistarla, nelle sue campagne volte alla sottomissione delle città sicule.
Cicerone menziona una Hybla vessata dalle politiche di Verre subito dopo aver menzionato Mutyca, e sia Hybla che Mutyca diventano stipendiarie nel periodo imperiale. Cicerone inoltre menziona una città siciliana di nome Hera (possibile contrazione di Heraea) che Cluverius collega alla Heraia citata da Stefano di Bisanzio.
L'Itinerarium Antonini parla di due stationes a metà strada tra Calvisiana (territorio a est di Gela) e Siracusa. Una è Hybla che dista solo 18 miglia da Akrai, l'altra è il rifugio costiero Hereum (tra Kamarina e Eloro) che quindi rimanda al toponimo di Ibla Erea.
Grazie a questo dettaglio, si è ipotizzato che la Hybla nell'itinerario dei theorodokoi di Delfi sia la Heraia, per la sua prossimità a Kamarina, che viene menzionata subito prima,.
L'identificazione di Ragusa in Ibla, come erede della greca Kamarina risale al periodo medievale, come ricorda un'iscrizione: Non me construxit Camerina perempta, sed auxit. Nunc Ragusia vocor, sed olim Hybla fui..
La presenza di un importante centro siculo ellenizzato nel sito dell'odierna Ragusa Ibla è confermato dal ritrovamento di una pisside skyphoide, ora custodita presso il Museo archeologico di Ragusa, e tazze skyphoidi e kylikes provenienti dalla Necropoli Pendente-Petrulli. La datazione coincide con l'epoca della fondazione di Kamarina da parte dei Siracusani.(VI secolo a.C.)